# Ugrić
Ugrić je rijeka u Bosni i Hercegovini.
Desna je pritoka Ugra, duga oko četiri kilometra. Na rijeci je istoimeni vodopad.
Vodom iz Ugrića napajaju se travničke mjesne zajednice Vitovlje i Mudrike.